# Toon van Asseldonk
Antonius Silvester Franciscus van Asseldonk (Veghel, 25 september 1953) is een Nederlandse bestuurder en D66-politicus.

## Biografie
Van Asseldonk heeft economische geografie gestudeerd aan de Rijksuniversiteit Utrecht en was aan het begin van zijn loopbaan werkzaam bij de Kamer van Koophandel. Daarna ging hij werken bij een adviesbureau en vervolgens was hij onder andere directeur van het Aktieprogramma Regionale Economie (ARE) in Nijmegen.
Na overgestapt te zijn naar een ander adviesbureau werd Van Asseldonk de algemeen directeur van de Gelderse Ontwikkelingsmaatschappij (GOM) die in 2003 fuseerde met de Overijsselse Ontwikkelingsmaatschappij tot Oost NV waarvan hij de algemeen directeur werd. Van 1 februari 2009 tot 1 februari 2011 was hij algemeen directeur van de Algemene Werkgeversvereniging Nederland (AWVN).
Daarna had Van Asseldonk verschillende functies voor hij per 5 april 2013 burgemeester van Overbetuwe werd. Hij had aangegeven geen herbenoeming te ambiëren zodat aan zijn burgemeesterschap per 5 april 2019 een einde kwam. Vanaf september 2019 was hij waarnemend burgemeester van Hattem. In september 2020 werd hij in Hattem opgevolgd door Marleen Sanderse. Van Asseldonk werd met ingang van 1 april 2021 waarnemend burgemeester van Grave. Op 1 januari 2022 is Grave opgegaan in de fusiegemeente Land van Cuijk waarmee er een eind kwam aan dit ambt.
Van Asseldonk is voorzitter van het Nationaal Comité Herdenking Capitulaties 1945 en associé bij KplusV. Sinds 1 januari 2021 is hij voorzitter van de Raad van Toezicht van Toerisme Veluwe Arnhem Nijmegen. Verder is hij voorzitter van de Raad van Toezicht van Onderwijsgroep Punt Speciaal en voorzitter van de Marigold Foundation.